# Michael Hobelsberger
Michael Hobelsberger (* 25. September 1935 in Garmisch-Partenkirchen; † 11. November 2004) war ein deutscher Eishockeytorwart, der bei den Olympischen Winterspielen 1960 und 1964 im Kader der deutschen Nationalmannschaft stand.
Michael Hobelsberger spielte von 1953/54 bis 1967/68 für den SC Riessersee, mit dem er 1959/60 den deutschen Meistertitel erreichte.
Für die deutsche Nationalmannschaft nahm er neben den Olympischen Winterspielen an der Eishockey-Weltmeisterschaft 1963 und an der B-Weltmeisterschaft  1965 teil. Insgesamt absolvierte er 44 Länderspiele für Deutschland.

## Leben
Michael Hobelsberger arbeitete als Kassenchef bei der Spielbank in Garmisch-Partenkirchen.
Er starb am 11. November 2004.

## Statistik International
(Legende zur Torhüterstatistik: GP oder Sp = Spiele insgesamt; W oder S = Siege; L oder N = Niederlagen; T oder U oder OT = Unentschieden oder Overtime- bzw. Shootout-Niederlage; Min. = Minuten; SOG oder SaT = Schüsse aufs Tor; GA oder GT = Gegentore; SO = Shutouts; GAA oder GTS = Gegentorschnitt; Sv% oder SVS% = Fangquote; EN = Empty Net Goal; 1 Play-downs/Relegation; Kursiv: Statistik nicht vollständig)